# Перелік нерівностей трикутників
У геометрії нерівності трикутників — це нерівності, що включають параметри трикутників. Причому трикутники можуть бути довільними або такими, що задовольняють певні умови. Параметрами в таких нерівностях можуть бути довжини сторін, периметр, площа, міри кутів, значення тригонометричних функцій цих кутів, довжини медіан, висот, бісектрис, серединних перпендикулярів трикутника, радіуси вписаного, зовнівписаного та описаного кіл тощо.
Якщо не вказано інше, у цій статті розглядаються трикутники на площині.

## Основні параметри та позначення
Параметри, які найчастіше зустрічаються в нерівностях трикутників:
- a, b, c — довжини сторін;
- p — півпериметр (половина периметру);
- A, B, C — міри кутів у вершинах, розташованих навпроти відповідних сторін a, b і c (вершини позначаються тими ж символами, що і міри їх кутів);
- S — площа;
- ma, mb, mc — медіани, проведені до відповідних сторін a, b, c;
- ha, hb, hc — висоти, проведені до відповідних сторін a, b, c;
- ta, tb, tc — бісектриси, проведені до відповідних сторін a, b, c;
- pa, pb, pc — серединні перпендикуляри відповідних сторін a, b, c;
- r — радіус вписаного кола;
- R — радіус описаного кола;
- ra, rb, rc — радіуси зовні вписаних кіл, які дотикаються до відповідних сторін a, b, c.

## Довжини сторін
Базова нерівність трикутника:
{\displaystyle a\leqslant b+c,\quad b\leqslant c+a,\quad c\leqslant a+b.}
З неї випливає наступна нерівність:
{\displaystyle \max(a,b,c)\leqslant p.}
Також
{\displaystyle {\frac {3}{2}}\leqslant {\frac {a}{b+c}}+{\frac {b}{a+c}}+{\frac {c}{a+b}}<2,}
де межа у правій частині є найменшою з можливих,:с. 259 а ліва нерівність, яка виконується для всіх додатних a, b, c, є нерівністю Несбіта.
Інші нерівності для довільних трикутників:
{\displaystyle (a+b-c)(a-b+c)(-a+b+c)\leqslant abc;}:с. 260
{\displaystyle {\frac {1}{3}}\leqslant {\frac {a^{2}+b^{2}+c^{2}}{(a+b+c)^{2}}}<{\frac {1}{2}}:}:с. 261
{\displaystyle {\sqrt {a+b-c}}+{\sqrt {a-b+c}}+{\sqrt {-a+b+c}}\leqslant {\sqrt {a}}+{\sqrt {b}}+{\sqrt {c}};}:с. 261
{\displaystyle a^{2}b(a-b)+b^{2}c(b-c)+c^{2}a(c-a)\geqslant 0.}:с. 261
Якщо кут C тупий (більше 90°), то
{\displaystyle a^{2}+b^{2}<c^{2};}
Якщо кут C гострий (менше 90°), то
{\displaystyle a^{2}+b^{2}>c^{2}.}
Якщо центроїд трикутника лежить всередині вписаного кола, то
{\displaystyle a^{2}<4bc,\quad b^{2}<4ac,\quad c^{2}<4ab.}

## Кути
Будь-які два кути A і B, протилежні сторонам a і b відповідно, пов'язані між собою наступним чином:
{\displaystyle A>B} тоді й лише тоді, коли {\displaystyle a>b.}:с. 264
Наслідок з теореми про зовнішній кут:
{\displaystyle 180^{\circ }-A>\max(B,C).}:с. 261
Якщо точка D знаходиться всередині трикутника, то
{\displaystyle \angle BDC>\angle A.}:с. 263
Нерівності трикутників з тригонометричними функціями:
{\displaystyle \cos A+\cos B+\cos C\leqslant {\frac {3}{2}};}:с. 286
{\displaystyle 2{\sqrt {bc}}\cos A+2{\sqrt {ca}}\cos B+2{\sqrt {ab}}\cos C\leqslant a+b+c;}
{\displaystyle \sin A+\sin B+\sin C\leqslant {\frac {3{\sqrt {3}}}{2}};}:с.286
{\displaystyle \sin ^{2}A+\sin ^{2}B+\sin ^{2}C\leqslant {\frac {9}{4}};}:с. 286
{\displaystyle \sin A\cdot \sin B\cdot \sin C\leqslant \left({\frac {\sin A+\sin B+\sin C}{3}}\right)^{3}\leqslant \left(\sin {\frac {A+B+C}{3}}\right)^{3}=\sin ^{3}\left({\frac {\pi }{3}}\right)={\frac {3{\sqrt {3}}}{8}}.}:с. 8
{\displaystyle \sin {\frac {A}{2}}\cdot \sin {\frac {B}{2}}\cdot \sin {\frac {C}{2}}\leqslant {\frac {1}{8}};}:с. 286
{\displaystyle \mathrm {tg} ^{2}{\frac {A}{2}}+\mathrm {tg} ^{2}{\frac {B}{2}}+\mathrm {tg} ^{2}{\frac {C}{2}}\geqslant 1;}:с. 286
{\displaystyle \mathrm {ctg} A+\mathrm {ctg} B+\mathrm {ctg} C\geqslant {\sqrt {3}};}
{\displaystyle (1-\cos A)(1-\cos B)(1-\cos C)\geqslant \cos A\cdot \cos B\cdot \cos C;}:с.21,#836
{\displaystyle \cos ^{4}{\frac {A}{2}}+\cos ^{4}{\frac {B}{2}}+\cos ^{4}{\frac {C}{2}}\leqslant {\frac {p^{3}}{2abc}},}
причому рівність виконується лише у випадку, коли трикутник правильний.:с.13,#608
{\displaystyle \max \left(\sin {\frac {A}{2}},\sin {\frac {B}{2}},\sin {\frac {C}{2}}\right)\leqslant {\frac {1}{2}}\left(1+{\sqrt {1-{\frac {2r}{R}}}}\right),}
причому рівність виконується тоді й лише тоді, коли трикутник рівнобедрений з кутом при вершині не меншим за 60°,
{\displaystyle \min \left(\sin {\frac {A}{2}},\sin {\frac {B}{2}},\sin {\frac {C}{2}}\right)\geqslant {\frac {1}{2}}\left(1-{\sqrt {1-{\frac {2r}{R}}}}\right),}
причому рівність виконується тоді й лише тоді, коли трикутник рівнобедрений з кутом при вершині не більшим за 60°;
{\displaystyle {\frac {r}{R}}-{\sqrt {1-{\frac {2r}{R}}}}\leqslant \cos A\leqslant {\frac {r}{R}}+{\sqrt {1-{\frac {2r}{R}}}}}
і аналогічно для кутів B, C, причому в першій частині рівність виконується тоді й лише тоді, коли трикутник рівнобедрений і має кут при вершині не менше 60°, у другій частині рівність виконується тоді й лише тоді, коли трикутник рівнобедрений з кутом при вершині не більше 60°.
Якщо трикутник гострокутній, то
{\displaystyle \cos ^{2}A+\cos ^{2}B+\cos ^{2}C<1;}
Якщо трикутник тупокутній, то
{\displaystyle \cos ^{2}A+\cos ^{2}B+\cos ^{2}C>1.}:с.26,#954
Якщо трикутник негострокутній, то
{\displaystyle {\frac {2R+r}{R}}\leqslant {\sqrt {2}}\left(\cos \left({\frac {A-C}{2}}\right)+\cos \left({\frac {B}{2}}\right)\right),}
причому рівність досягається тоді й лише тоді, коли трикутник має прямий кут при вершині B.

## Площа
{\displaystyle a^{2}+b^{2}+c^{2}\geqslant 4S{\sqrt {3}}} — нерівність Вайценбека,
у якій рівність виконується лише у випадку, коли трикутник правильний. Цю нерівність можна отримати з нерівності Хадвігера — Фінслера, яка має наступний вигляд:
{\displaystyle a^{2}+b^{2}+c^{2}\geqslant (a-b)^{2}+(b-c)^{2}+(c-a)^{2}+4S{\sqrt {3}}.}:с. 290
{\displaystyle ab+bc+ca\geqslant 4S{\sqrt {3}};}:с. 138
{\displaystyle S\leqslant {\frac {abc}{2}}{\sqrt {\frac {a+b+c}{a^{3}+b^{3}+c^{3}+abc}}}\leqslant {\frac {1}{4}}{\sqrt[{6}]{\frac {3(a+b+c)^{3}(abc)^{4}}{a^{3}+b^{3}+c^{3}}}}\leqslant {\frac {\sqrt {3}}{4}}(abc)^{\frac {2}{3}}\leqslant {\frac {\sqrt {3}}{9}}p^{2},}
причому нерівність {\displaystyle p^{2}\geqslant 3S{\sqrt {3}}} називається ізопериметричною нерівністю трикутника.
{\displaystyle \pi ^{2}(R-r)^{2}\leqslant (a+b+c)^{2}-4\pi S} — нерівність Боннесена;
{\displaystyle {\frac {9abc}{a+b+c}}\geqslant 4S{\sqrt {3}},}
де рівність виконується лише тоді, коли трикутник правильний;:с. 290:с. 138
{\displaystyle {\frac {1}{a}}+{\frac {1}{b}}+{\frac {1}{c}}<{\frac {p}{S}}.}:с.88,#2188
{\displaystyle 27(b^{2}+c^{2}-a^{2})^{2}(c^{2}+a^{2}-b^{2})^{2}(a^{2}+b^{2}-c^{2})^{2}\leqslant (4S)^{6}} — нерівність Оно для гострокутного трикутника;
Нехай {\displaystyle S_{inc}} — площа вписаного кола. Тоді
{\displaystyle {\frac {S_{inc}}{S}}\leqslant {\frac {\pi }{3{\sqrt {3}}}},}
причому рівність досягається лише тоді, коли трикутник правильний.
Нехай бісектриси внутрішніх кутів A, B, C перетинають відповідні протилежні сторони в точках D, E, F. Тоді
{\displaystyle {\frac {3abc}{4(a^{3}+b^{3}+c^{3})}}\leqslant {\frac {S_{DEF}}{S}}\leqslant {\frac {1}{4}},}
де SDEF — площа трикутника DEF.:с.18,#762

## Медіани
Оскільки медіани будь-якого трикутника можуть самі утворити інший трикутник, то
{\displaystyle m_{a}<m_{b}+m_{c},\quad m_{b}<m_{c}+m_{a},\quad m_{c}<m_{a}+m_{b}.}:с. 592
{\displaystyle {\frac {3}{4}}(a+b+c)<m_{a}+m_{b}+m_{c}<a+b+c;}:с. 271
{\displaystyle \left({\frac {m_{a}}{a}}\right)^{2}+\left({\frac {m_{b}}{b}}\right)^{2}+\left({\frac {m_{c}}{c}}\right)^{2}\geqslant {\frac {9}{4}},}
де рівність виконується лише тоді, коли трикутник правильний;:с.12,#589
{\displaystyle {\frac {m_{a}m_{b}m_{c}}{m_{a}^{2}+m_{b}^{2}+m_{c}^{2}}}\geqslant r;}:с.22,#846
Нехай Ma, Mb, Mc — довжини медіан, продовжених до їх перетину з описаним колом трикутника. Тоді
{\displaystyle {\frac {M_{a}}{m_{a}}}+{\frac {M_{b}}{m_{b}}}+{\frac {M_{c}}{m_{c}}}\geqslant 4.}:с.16,#689
Нехай G — центроїд трикутника ABC і продовження відрізків AG, BG і CG перетинають описане коло трикутника в точках U, V і W відповідно. Тоді
{\displaystyle GU+GV+GW\geqslant AG+BG+CG,}
{\displaystyle GU\cdot GV\cdot GW\geq AG\cdot BG\cdot CG;}:с.17#723
Якщо трикутник гострокутній, то
{\displaystyle m_{a}^{2}+m_{b}^{2}+m_{c}^{2}>6R^{2};}
Якщо трикутник тупокутній, то
{\displaystyle m_{a}^{2}+m_{b}^{2}+m_{c}^{2}<6R^{2}.}:с.26,#954

## Висоти
{\displaystyle h_{a}+h_{b}+h_{c}\leqslant {\sqrt {3}}p,}
{\displaystyle h_{a}^{2}+h_{b}^{2}+h_{c}^{2}\leqslant {\frac {3}{4}}(a^{2}+b^{2}+c^{2});}:с. 274
{\displaystyle {\frac {h_{a}^{2}}{(b^{2}+c^{2})}}\cdot {\frac {h_{b}^{2}}{(c^{2}+a^{2})}}\cdot {\frac {h_{c}^{2}}{(a^{2}+b^{2})}}\leqslant \left({\frac {3}{8}}\right)^{3};}:с.140,#3150
Оскільки обернені висоти будь-якого трикутника можуть утворити трикутник, то
{\displaystyle {\frac {1}{h_{a}}}<{\frac {1}{h_{b}}}+{\frac {1}{h_{c}}},\quad {\frac {1}{h_{b}}}<{\frac {1}{h_{c}}}+{\frac {1}{h_{a}}},\quad {\frac {1}{h_{c}}}<{\frac {1}{h_{a}}}+{\frac {1}{h_{b}}}.}

## Бісектриси
Нерівність між висотою, бісектрисою та медіаною::с. 272–273
{\displaystyle h_{a}\leqslant t_{a}\leqslant m_{a}.}
Кути і бісектриси пов'язані наступною нерівністю:
Якщо {\displaystyle A>B}, то {\displaystyle t_{a}<t_{b}.}
{\displaystyle t_{a}+t_{b}+t_{c}\leqslant 3p;}:с. 273–274
{\displaystyle {\frac {h_{a}}{t_{a}}}+{\frac {h_{b}}{t_{b}}}+{\frac {h_{c}}{t_{c}}}\geqslant 1+{\frac {4r}{R}};}:с.125,#3005
{\displaystyle {\sqrt {m_{a}}}+{\sqrt {m_{b}}}+{\sqrt {m_{c}}}\geqslant {\sqrt {t_{a}}}+{\sqrt {t_{b}}}+{\sqrt {t_{c}}};}:с.224,#132
Нехай Ta, Tb, Tc — продовження відповідних бісектрис ta, tb, tc до перетину з описаним колом трикутника. Тоді
{\displaystyle T_{a}T_{b}T_{c}\geqslant {\frac {8{\sqrt {3}}}{9}}abc,}:с.11,#535
{\displaystyle T_{a}+T_{b}+T_{c}\leqslant 5R+2r,}:с.14,#628
причому рівність в обох нерівностях досягається лише тоді, коли трикутник правильний;
{\displaystyle T_{a}+T_{b}+T_{c}\geqslant {\frac {4}{3}}(t_{a}+t_{b}+t_{c});}:с.20,#795
Нехай I — центр вписаного кола трикутника. Тоді
{\displaystyle 6r\leqslant AI+BI+CI\leqslant {\sqrt {12(R^{2}-Rr+r^{2})}}.}:с.127,#3033
Нехай G — центроїд, O — центр описаного кола, H — ортоцентр і N — центр кола дев'яти точок. Тоді для неправильних трикутників справедливі наступні нерівності:
{\displaystyle IG<HG,}
{\displaystyle IH<HG,}
{\displaystyle IG<IO,}
{\displaystyle IN<{\frac {1}{2}}IO,}
{\displaystyle \angle IOH<{\frac {\pi }{6}},}
{\displaystyle IG<{\frac {1}{3}}\max(m_{a},m_{b},m_{c}),}
{\displaystyle \angle OIH} > {\displaystyle \angle GIH>90^{\circ },\quad \angle OGI>90^{\circ },}
{\displaystyle OI^{2}+IH^{2}<OH^{2},\quad GI^{2}+IH^{2}<GH^{2},\quad OG^{2}+GI^{2}<OI^{2}.}

## Серединні перпендикуляри
Якщо {\displaystyle a\geqslant b\geqslant c,} то
{\displaystyle \min(p_{a},p_{c})\geqslant p_{b}.}

## Відрізки з довільної точки
Нехай P — довільна точка всередині трикутника. Тоді
{\displaystyle 2(PA+PB+PC)>a+b+c>PA+PB+PC,}
{\displaystyle PA+PB+PC\leqslant a+b} при умові, що c — найкоротша сторона трикутника;:с. 275–278
{\displaystyle a\cdot PA+b\cdot PB>c\cdot PC} — нерівність Птоломея;
{\displaystyle (b+c)PA+(c+a)PB+(a+b)PC\geqslant 8S;}:с.37,#1159
{\displaystyle {\frac {PA}{a}}+{\frac {PB}{b}}+{\frac {PC}{c}}\geqslant {\sqrt {3}}.}:с.26,#965
Нехай D, E, F — основи перпендикулярів опущених з точки P на сторони BC, AC, AB відповідно. Тоді
{\displaystyle PA\cdot PB\cdot PC\geqslant (PD+PE)(PE+PF)(PF+PD),}:с. 278
{\displaystyle {\frac {PA+PB+PC}{PD+PE+PF}}\geqslant 2} — нерівність Ердеша — Морделла,
{\displaystyle {\frac {PA^{2}}{PE\cdot PF}}+{\frac {PB^{2}}{PF\cdot PD}}+{\frac {PC^{2}}{PD\cdot PE}}\geqslant 12,}
{\displaystyle {\frac {PA}{\sqrt {PE\cdot PF}}}+{\frac {PB}{\sqrt {PF\cdot PD}}}+{\frac {PC}{\sqrt {PD\cdot PE}}}\geqslant 6,}
{\displaystyle {\frac {PA}{PE+PF}}+{\frac {PB}{PF+PD}}+{\frac {PC}{PD+PE}}\geqslant 3.}:с.29,#1045
Нехай U, V, W — точки, де бісектриси кутів {\displaystyle \angle BPC,\angle CPA,\angle APB} перетинають сторони BC, CA, AB відповідно. Тоді
{\displaystyle {\frac {PA+PB+PC}{PU+PV+PW}}\geqslant 2} — нерівність Берроу.
Нехай H, K, L — основи перпендикулярів опущених з точки P на сторони тангенціального трикутника (трикутника, утвореного дотичними до описаного кола трикутника ABC). Тоді
{\displaystyle {\frac {PH+PK+PL}{PD+PE+PF}}\geqslant 2,}
{\displaystyle {\frac {PH}{a^{2}}}+{\frac {PK}{b^{2}}}+{\frac {PL}{c^{2}}}\geqslant {\frac {1}{R}}.}
Нехай G — центроїд, L, M, N — середини сторін. Тоді
{\displaystyle 2(PL+PM+PN)\leqslant 3PG+PA+PB+PC\leqslant p+2(PL+PM+PN),}:с.140,#3164:с.130,#3052
{\displaystyle PA+PB+PC\leqslant 2(PD+PE+PF)+3PG.}
Нехай λ1, λ2, λ3 — додатні дійсні числа. Якщо {\displaystyle t\in (0,1]}, то
{\displaystyle \lambda _{1}\cdot (PA)^{t}+\lambda _{2}\cdot (PB)^{t}+\lambda _{3}\cdot (PC)^{t}\geqslant 2^{t}{\sqrt {\lambda _{1}\lambda _{2}\lambda _{3}}}\left({\frac {(PD)^{t}}{\sqrt {\lambda _{1}}}}+{\frac {(PE)^{t}}{\sqrt {\lambda _{2}}}}+{\frac {(PF)^{t}}{\sqrt {\lambda _{3}}}}\right),}
якщо {\displaystyle t>1}, то
{\displaystyle \lambda _{1}\cdot (PA)^{t}+\lambda _{2}\cdot (PB)^{t}+\lambda _{3}\cdot (PC)^{t}\geqslant 2{\sqrt {\lambda _{1}\lambda _{2}\lambda _{3}}}\left({\frac {(PD)^{t}}{\sqrt {\lambda _{1}}}}+{\frac {(PE)^{t}}{\sqrt {\lambda _{2}}}}+{\frac {(PF)^{t}}{\sqrt {\lambda _{3}}}}\right).}
Нерівності з радіусом вписаного кола:
{\displaystyle PA+PB+PC\geqslant 6r;}
{\displaystyle PA^{3}+PB^{3}+PC^{3}+k\cdot (PA\cdot PB\cdot PC)\geqslant 8(k+3)r^{3}} для k = 0, 1, ..., 6,
{\displaystyle PA^{2}+PB^{2}+PC^{2}+(PA\cdot PB\cdot PC)^{2/3}\geqslant 16r^{2},}
{\displaystyle PA^{2}+PB^{2}+PC^{2}+2(PA\cdot PB\cdot PC)^{2/3}\geqslant 20r^{2},}
{\displaystyle PA^{4}+PB^{4}+PC^{4}+k(PA\cdot PB\cdot PC)^{4/3}\geqslant 16(k+3)r^{4}} для k = 0, 1, ..., 9.
Нерівності з радіусом описаного кола:
{\displaystyle (PA\cdot PB)^{3/2}+(PB\cdot PC)^{3/2}+(PC\cdot PA)^{3/2}\geqslant 12Rr^{2},}
{\displaystyle (PA\cdot PB)^{2}+(PB\cdot PC)^{2}+(PC\cdot PA)^{2}\geqslant 8(R+r)Rr^{2},}
{\displaystyle (PA\cdot PB)^{2}+(PB\cdot PC)^{2}+(PC\cdot PA)^{2}\geqslant 48r^{4},}
{\displaystyle (PA\cdot PB)^{2}+(PB\cdot PC)^{2}+(PC\cdot PA)^{2}\geqslant 6(7R-6r)r^{3}.}

## Радіуси вписаного, зовнівписаного та описаного кіл

### Радіуси вписаного та описаного кіл
{\displaystyle {\frac {R}{r}}\geqslant {\frac {abc+a^{3}+b^{3}+c^{3}}{2abc}}\geqslant {\frac {a}{b}}+{\frac {b}{c}}+{\frac {c}{a}}-1\geqslant {\frac {2}{3}}\left({\frac {a}{b}}+{\frac {b}{c}}+{\frac {c}{a}}\right)\geqslant 2,}
причому нерівність {\displaystyle R\geqslant 2r} називається нерівністю Ейлера.
{\displaystyle r(r+4R)\geqslant S{\sqrt {3}},}
{\displaystyle r+4R\geqslant p{\sqrt {3}};}:с. 5
{\displaystyle p^{2}\geqslant 16Rr-5r^{2};}:с.17#708
{\displaystyle 2R^{2}+10Rr-r^{2}-2(R-2r)d\leqslant p^{2}\leqslant 2R^{2}+10Rr-r^{2}+2(R-2r)d,}
де {\displaystyle d={\sqrt {R^{2}-2Rr}}} — відстань між центрами вписаного й описаного кіл; причому в першій частині рівність виконується тоді й лише тоді, коли трикутник рівнобедрений і має кут при вершині не менше 60°, в другій частині рівність виконується тоді й лише тоді, коли трикутник рівнобедрений з кутом при вершині не більше 60°.:с. 10
{\displaystyle {\frac {9r}{2S}}\leqslant {\frac {1}{a}}+{\frac {1}{b}}+{\frac {1}{c}}\leqslant {\frac {9R}{4S}};}:с. 291

### Радіус описаного кола та інші довжини
{\displaystyle a+b+c\leqslant 3R{\sqrt {3}},}
{\displaystyle a^{2}+b^{2}+c^{2}\leqslant 9R^{2},}
{\displaystyle h_{a}+h_{b}+h_{c}\leqslant 3R{\sqrt {3}},}
{\displaystyle m_{a}^{2}+m_{b}^{2}+m_{c}^{2}\leqslant {\frac {27}{4}}R^{2}.}:с. 287–290
{\displaystyle p\leqslant (3{\sqrt {3}}-4)r+2R} — нерівність Бландона;
{\displaystyle R\geqslant 2B_{1}B_{2},} де B1, B2 — перша і друга точки Брокара відповідно.

### Радіуси вписаного і зовнівписаного кіл та інші довжини
{\displaystyle {\frac {1}{a}}+{\frac {1}{b}}+{\frac {1}{c}}\leqslant {\frac {\sqrt {3}}{2r}},}
{\displaystyle 9r\leqslant h_{a}+h_{b}+h_{c},}
{\displaystyle 6r\leqslant {\sqrt {r_{a}^{2}+r_{b}^{2}+r_{c}^{2}}}.}:с. 289–290

## Прямокутний трикутник
Нехай c — гіпотенуза прямокутного трикутника, a та b — його катети. Тоді
{\displaystyle a+b\leqslant c{\sqrt {2}},}
{\displaystyle 2r\leqslant c({\sqrt {2}}-1),}
{\displaystyle h_{c}\leqslant {\frac {a+b}{2{\sqrt {2}}}}.}:с. 280-282

## Вписані фігури

### Вписаний шестикутник

Нехай phex — півпериметр шестикутника утвореного дотичними до вписаного кола трикутника так, що три його сторони збігаються з частинами сторін трикутника, а інші сторони паралельні відповідним сторонам трикутника. Тоді
{\displaystyle p_{hex}\leqslant {\frac {2}{3}}p.}:с.42,#1245

### Вписаний трикутник
Нехай точки D, E, F, які лежать на відповідних сторонах AB, BC, CA трикутника ABC, є вершинами трикутника, який розбиває заданий трикутник на чотири трикутники, які мають площі SDEF, SBED, SCFE, SADF відповідно. Тоді
{\displaystyle S_{DEF}\geqslant \min(S_{BED},S_{CFE},S_{ADF}).}
Рівність виконується коли точки D, E, F утворюють серединний трикутник.

### Вписані квадрати

Нехай у гострокутний трикутник вписано три квадрати, у кожного з яких одна сторона збігається з частиною сторони заданого трикутника, а дві інші вершини квадрата лежать на двох інших сторонах трикутника (прямокутний трикутник має лише два різних вписаних квадрати). Якщо один з цих квадратів має довжину сторони xa, а інший — xb, причому {\displaystyle x_{a}\leqslant x_{b},} то
{\displaystyle 1\geqslant {\frac {x_{a}}{x_{b}}}\geqslant {\frac {2{\sqrt {2}}}{3}}\approx 0.94.}

## Лінія Ейлера
Лінія Ейлера трикутника проходить через його ортоцентр, центр описаного кола, центроїд, але не проходить через його центр вписаного кола, якщо трикутник не є рівнобедреним. Для не рівнобедрених трикутників відстань d від центру вписаного кола до лінії Ейлера задовольняє наступним нерівностям:
{\displaystyle {\frac {d}{p}}<{\frac {d}{\max(a,b,c)}}<{\frac {d}{\max(m_{a},m_{b},m_{c})}}<{\frac {1}{3}}.}
Причому межа 1/3 є найменшою з можливих.

## Два трикутники
Нерівність Підо для двох трикутників, де один має сторони a, b, c та площу S, а інший — сторони d, e, f та площу T, стверджує, що
{\displaystyle d^{2}(b^{2}+c^{2}-a^{2})+e^{2}(a^{2}+c^{2}-b^{2})+f^{2}(a^{2}+b^{2}-c^{2})\geqslant 16ST,}
причому рівність виконується тоді й лише тоді, коли задані трикутники подібні.
Теорема про шарніри стверджує, що якщо дві сторони одного трикутника конгруентні двом сторонам іншого трикутника, причому прилеглий кут першого більший за прилеглий кут другого, то третя сторона першого трикутника довша за третю сторону другого трикутника. Тобто, у трикутниках ABC і DEF зі сторонами a, b, c і d, e, f відповідно (де сторона a навпроти кута A і т. д.), якщо a = d і b = e і C > F, то
{\displaystyle c>f.}
Зворотне також справедливе: якщо {\displaystyle c>f}, то {\displaystyle C>F}.
Кути двох трикутників ABC і DEF пов'язані нерівністю з їх котангенсами:
{\displaystyle \mathrm {ctg} A(\mathrm {ctg} E+\mathrm {ctg} F)+\mathrm {ctg} B(\mathrm {ctg} F+\mathrm {ctg} D)+\mathrm {ctg} C(\mathrm {ctg} D+\mathrm {ctg} E)\geqslant 2,}
причому рівність виконується лише тоді, коли задані трикутники подібні.

## Неевклідові трикутники
Для кутів сферичного трикутника справджується нерівність
{\displaystyle \angle A+\angle B+\angle C>180^{\circ },}
а для гіперболічного трикутника навпаки —
{\displaystyle \angle A+\angle B+\angle C<180^{\circ }.}